# Jour du Souvenir de la Guerre de l'Épée de Fer

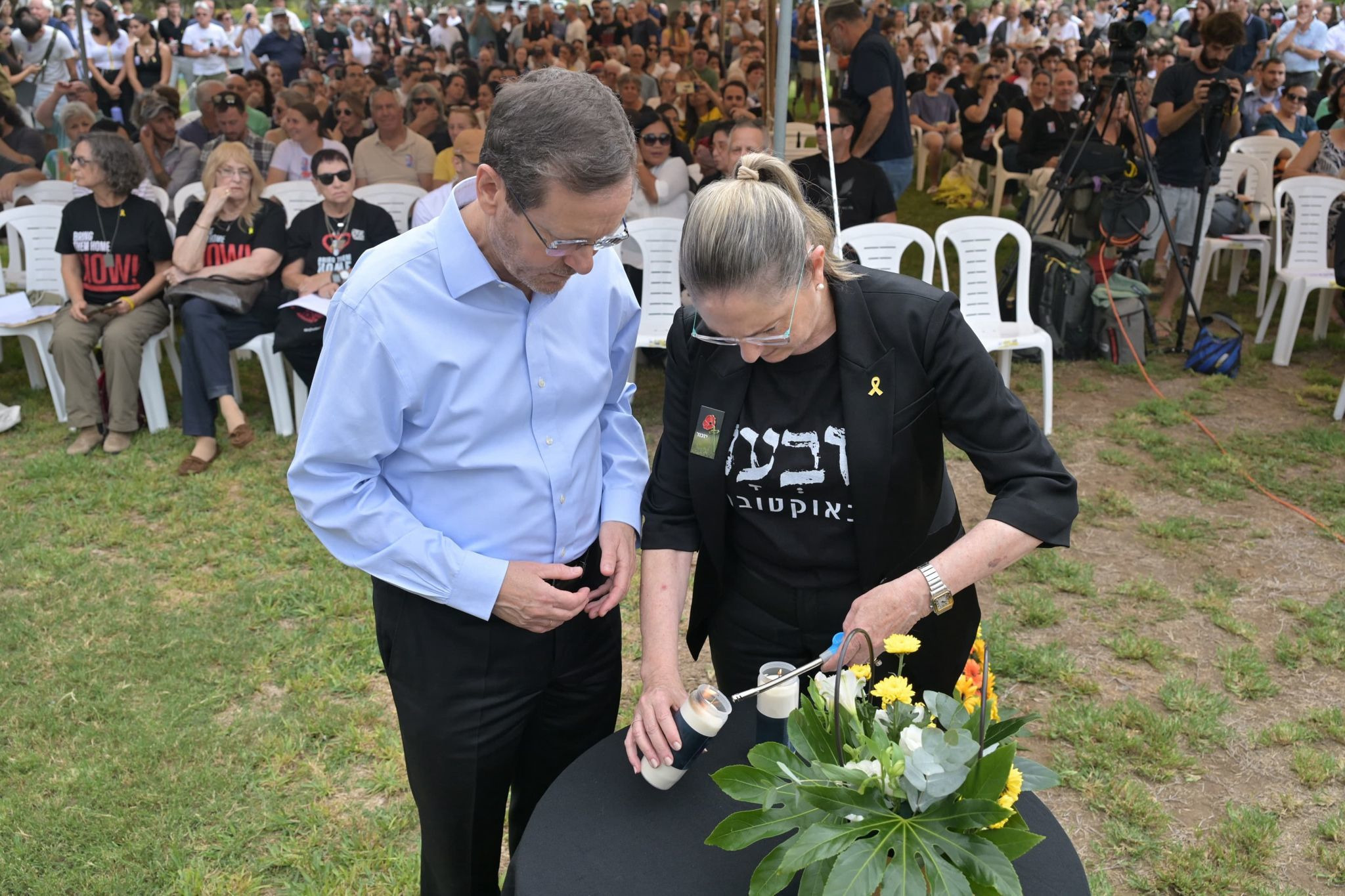
Isaac Herzog, President of the State of Israel, on a memorial trip in the Gaza Envelope on the anniversary of the massacre on October 7, 2023, lights a memorial candle at Kibbutz Nirim

Jour du Souvenir de la Guerre de l'Épée de Fer est un jour du souvenir national commémorant les victimes tombées de l'attaque surprise sur Israël le 22 Tishrei 5784, le jour de la fête de Simchat Torah, le 7 octobre 2023, et les soldats des Forces de défense d'Israël qui sont tombés pendant la Guerre de l'Épée de Fer qui a suivi. Étant donné que le 22 Tishrei est le jour de la fête de Simchat Torah, et le 23 Tishrei est l'Isru Chag de Souccot, le jour du souvenir a été fixé pour le 24 Tishrei.

## Contexte
Le matin du 7 octobre 2023, jour de Shabbat de Sim'hat Torah, le 22 Tishrei 5784, les organisations palestiniennes terroristes Hamas et le Jihad islamique palestinien ont lancé une attaque surprise contre Israël. Sous le couvert de tirer des milliers de roquettes, environ 3 500 terroristes ont infiltré depuis la bande de Gaza dans des dizaines de villes israéliennes et installations militaires dans la périphérie de Gaza, s'engageant dans des fusillades avec des forces de sécurité limitées. Les militants ont perpétré des massacres et tué 1 150 personnes, dont 779 civils, et kidnappé environ 259 personnes, y compris des femmes, des personnes âgées et des nourrissons, vers la bande de Gaza. Dans les premières heures, ils ont été confrontés par des forces de réserve, des officiers de la police israélienne, des combattants de la police des frontières et des soldats de l'IDF qui étaient en infériorité numérique. Dans les batailles, environ 1 550 terroristes du hamas et du djihad islamique ont été tués sur le sol israélien, et du côté israélien, 55 officiers de police, 10 membres du personnel de sécurité du Shin Bet et 301 soldats ont été tués,,. En raison du nombre élevé de victimes dans l'attaque surprise et la guerre de l'Épée de Fer qui a suivi, le gouvernement israélien a déclaré l'établissement d'un jour commémoratif national le 24 Tishrei, en raison du 22 étant Sim'hat Torah et le 23 étant Isru Chag de Souccot,.

## Histoire
Dans le sillage de l'attaque surprise et de la Guerre de l'Épée de Fer, cinq propositions législatives pour une journée nationale du Souvenir ont été soumises au plénum de la Knesset. Les propositions ont été faites par les députés Eti Atia, Meirav Ben-Ari, Eli Dellal, Naama Lazimi et Ohad Tal. La plupart des propositions cherchaient à établir le 23 ou le 24 de Tishrei, un ou deux jours après la date hébraïque de l'attaque, comme jour du souvenir. Les propositions incluent diverses mesures de commémoration telles qu'une cérémonie officielle de l'État, deux minutes de silence, l'abaissement du drapeau de l'État en berne dans les institutions de l'État et les FDI, une session parlementaire dans le plénum de la Knesset, des instructions pour marquer le jour dans les institutions de l'État et les institutions éducatives, l'ajustement du contenu diffusé sur les réseaux en conséquence, et la fermeture des restaurants et des lieux de divertissement. Le 17 mars 2024, le gouvernement israélien a approuvé à l'unanimité que chaque année, le 24 de Tishrei, une journée nationale du Souvenir sera observée pour commémorer le massacre du 7 octobre et la Guerre de l'Épée de Fer, et que la première année, une cérémonie unique aura également lieu le 7 octobre. La justification énoncée : "Le 7 octobre est gravé dans la conscience publique israélienne comme le jour du terrible massacre. Précisément pour marquer le premier anniversaire de l'attaque terroriste la plus importante de notre histoire, en réponse au sentiment public en Israël, il est nécessaire de commémorer l'événement sur une base ponctuelle à sa date grégorienne, qui est gravée dans la conscience du peuple d'Israël et du monde. L'expression '7 octobre' est à plusieurs niveaux et liée au concept juif de 'shiva', indicatif de la période de deuil concluant la première année après le début de l'attaque." Le Jour du Souvenir sera marqué annuellement le 24 de Tishrei avec deux cérémonies officielles : à 11h00 une cérémonie commémorant les soldats tombés, et à 13h00 une cérémonie commémorant les victimes civiles assassinées lors des hostilités.

## Date
En raison du premier anniversaire tombant un Shabbat, le 24 Tishrei, les cérémonies auront lieu le dimanche, le 25 Tishrei, et de même dans toute année où le 24 tombe un Shabbat. Dans une année où le 24 tombe un vendredi, le Jour du Souvenir sera observé le dimanche suivant.